# Alden Jackson
Alden Jackson (* 22. Juli 1810 in Jefferson, Maine; † 11. Juli 1877 in Waldoboro, Maine) war ein US-amerikanischer Geschäftsmann und Politiker, der von 1854 bis 1855 und 1857 Secretary of State von Maine war.

## Leben
Alden Jackson wurde in Jefferson geboren. Nach seiner Ausbildung war er früh als Mitglied der Whig Party in öffentlichen Ämtern tätig und übte mehrere verantwortliche Positionen aus, bis er von 1850 bis 1853 unter John G. Sawyer Deputy Secretary of State war. Secretary of State von Maine war er von 1854 bis 1855 und erneut im Jahr 1857.
In den Jahren 1856 und 1872 war er Secretary des Electoral Colleges von Maine. Jackson war Mitglied des Superintending Shool Committee und des Board of Assessors von Waldoboro, außerdem Geschäftsmann.
Alden Jackson heiratete Caroline Clark. Er starb am 11. Juli 1877 in Waldoboro. Sein Grab befindet sich auf dem Village Cemetery in Waldoboro.